# Chevrolet Astro
Chevrolet Astro (он же GMC Safari) — малотоннажный автомобиль производства General Motors, выпускаемый с 1985 по 2005 год.

## Первое поколение (1985—1994)
Первое поколение автомобилей Chevrolet Astro появилось в 1985 году, и с того момента происходила постепенная модернизация, включавшая замену двигателей. С 1990 года началось производство автомобилей с полным приводом (AWD) и использованием раздаточной коробки передач Borg Warner 4472. Также были обновлены приборная панель и тормозная система. Начиная с 1994 года, помимо механической коробки передач (МКПП), автомобили стали оснащаться автоматической коробкой передач 4L60E.

### Галерея

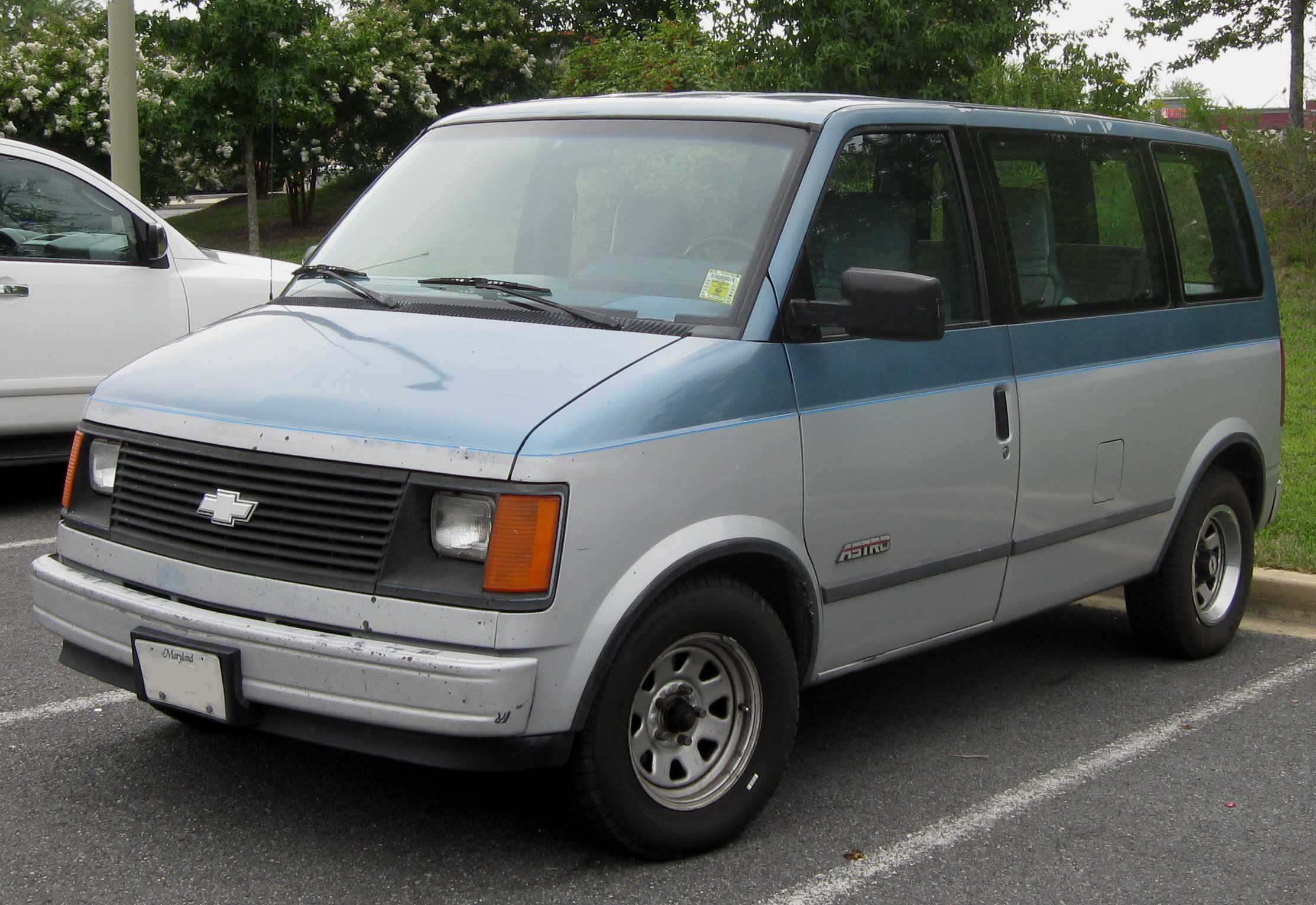
Chevrolet Astro
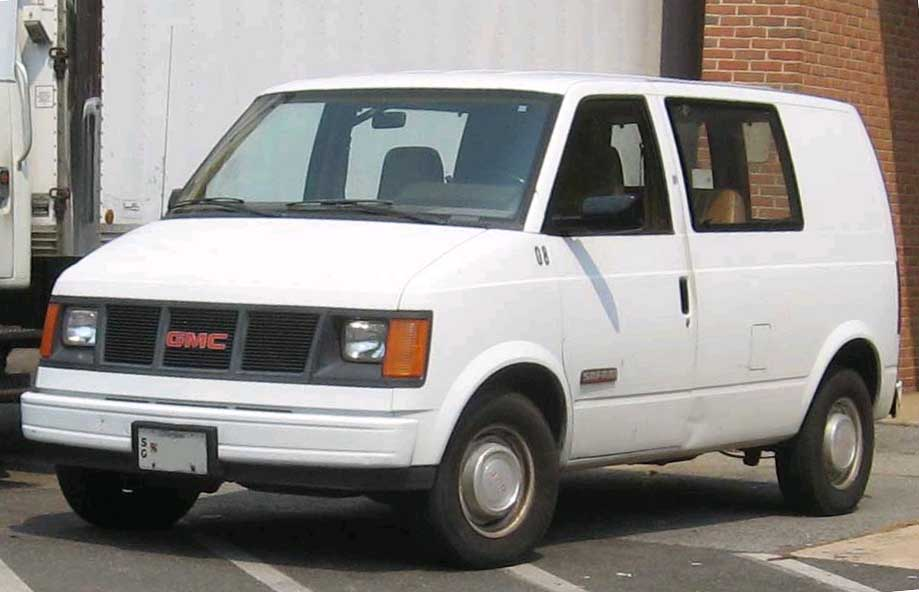
GMC Safari
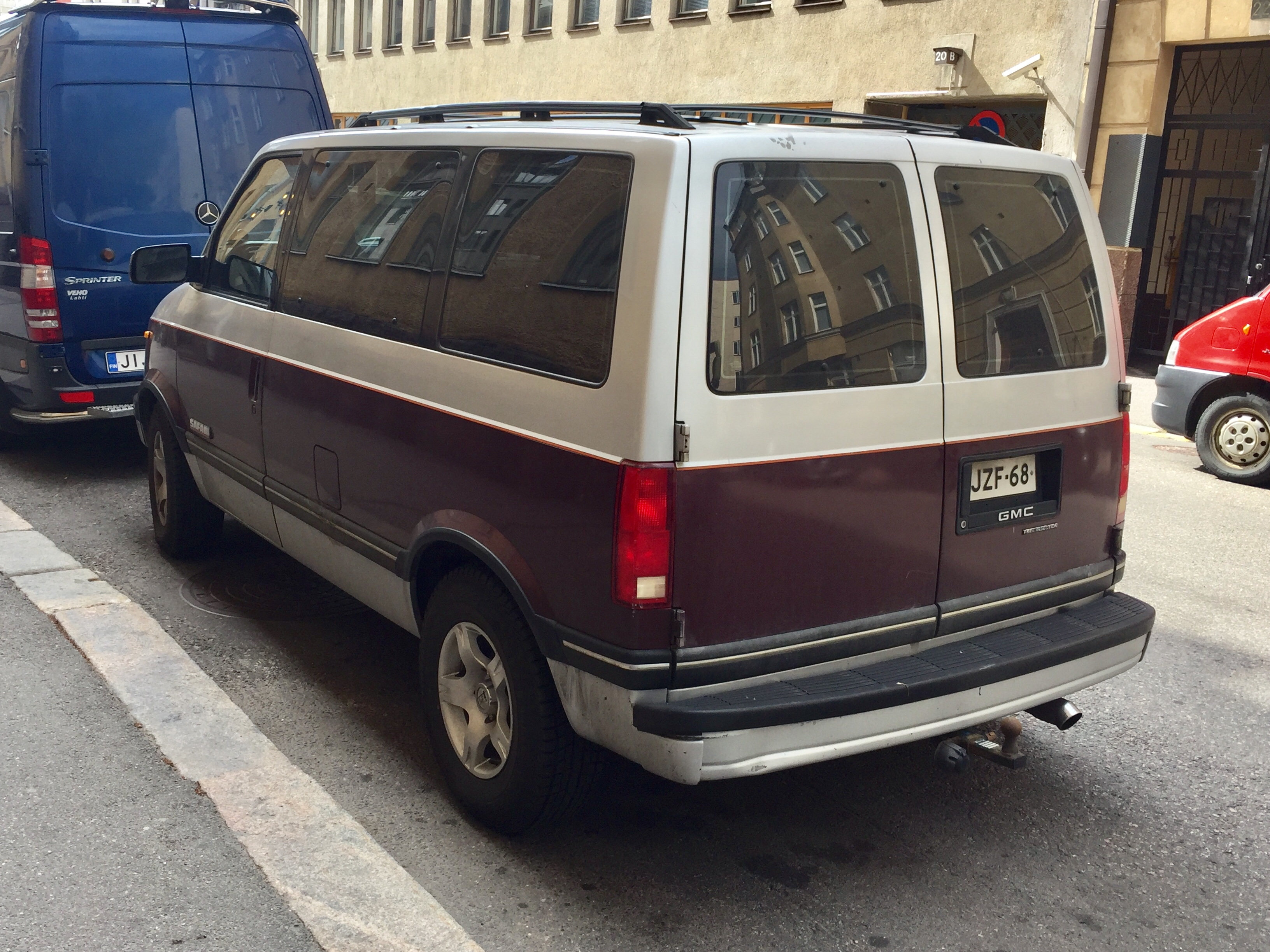
Вид сзади

## Второе поколение (1995—2005)
В 1995 году произошло обновление дизайна. При разработке Chevrolet Astro был учтён опыт Chevrolet Express. С 1996 года автомобиль оснащался подушкой безопасности. Первоначально автомобиль планировалось снять с производства в 2002 году, однако в связи с высоким спросом оно продолжилось до 2005 года.
С 2003 года на автомобиль ставили колёса от Chevrolet Silverado.

### Галерея

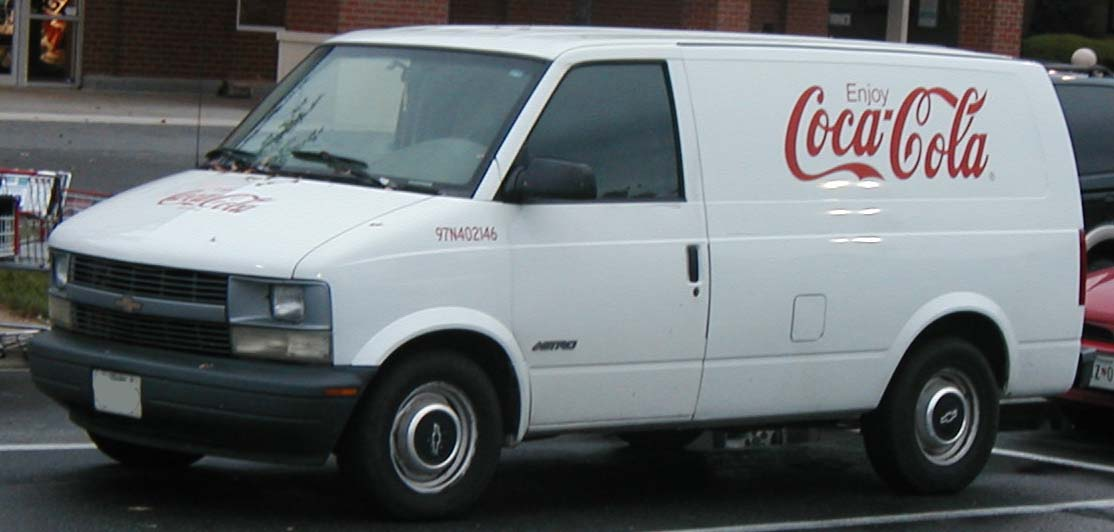
Развозной автомобиль-фургон
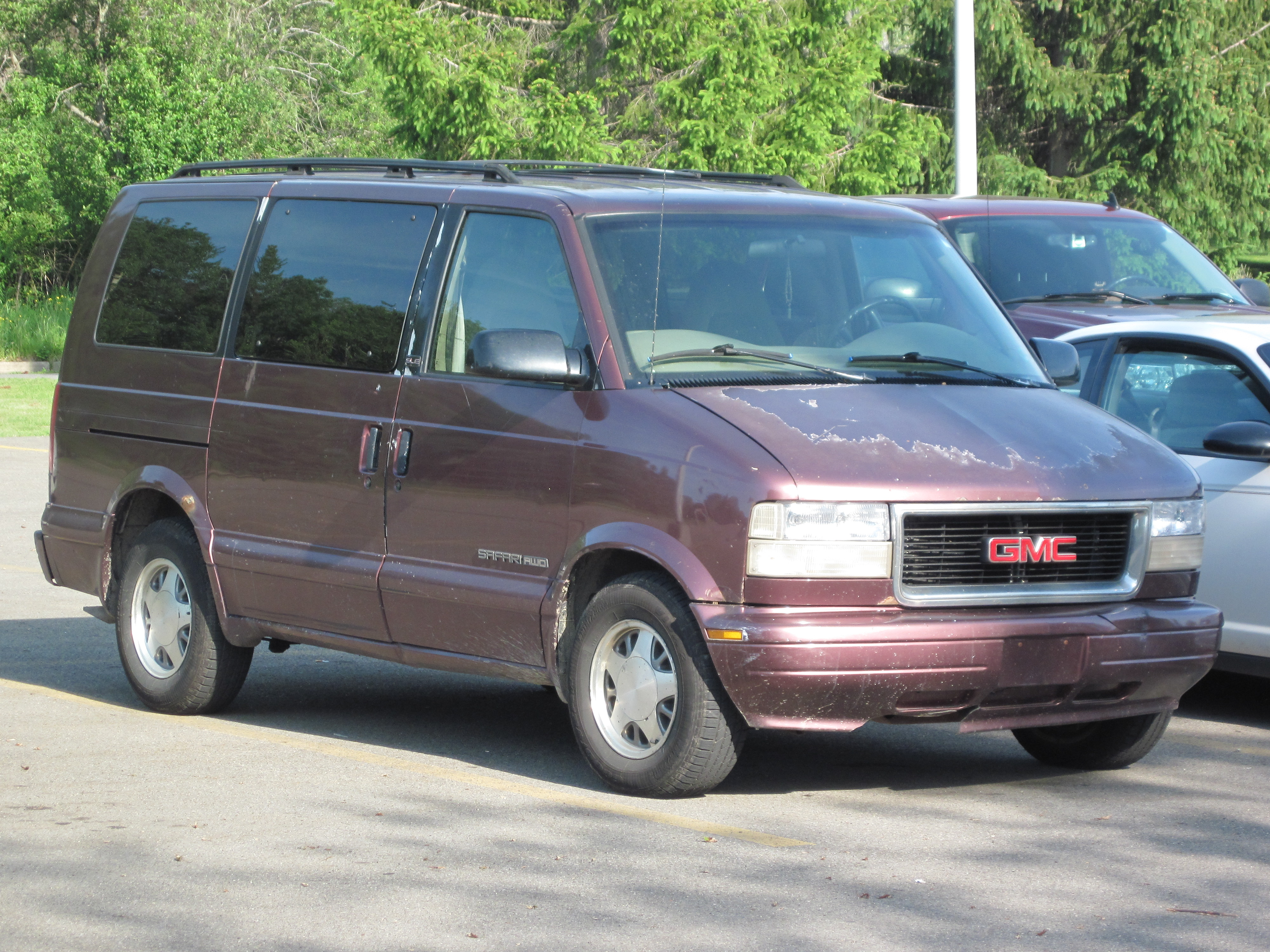
Минивэн
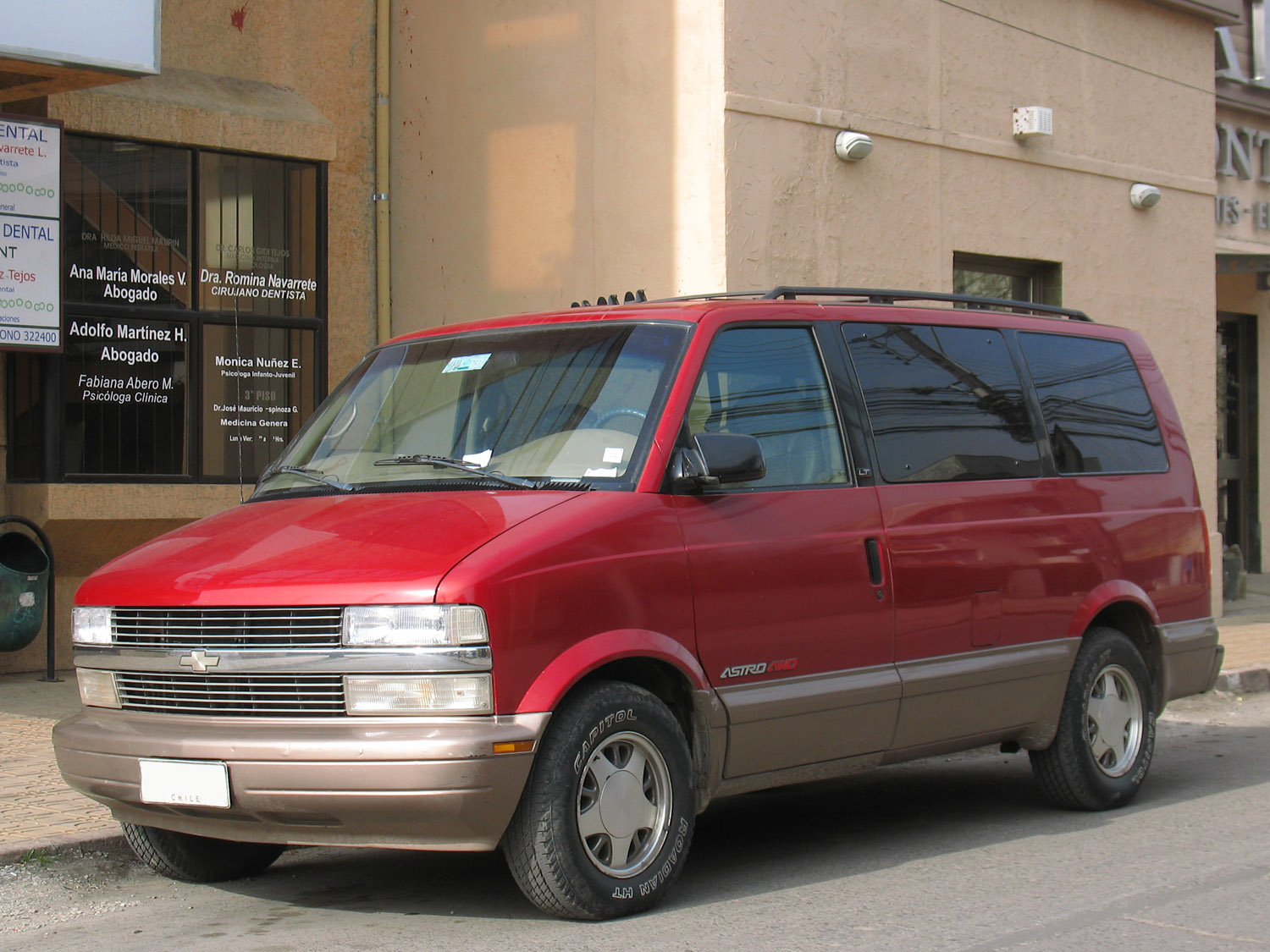
Chevrolet Astro LT
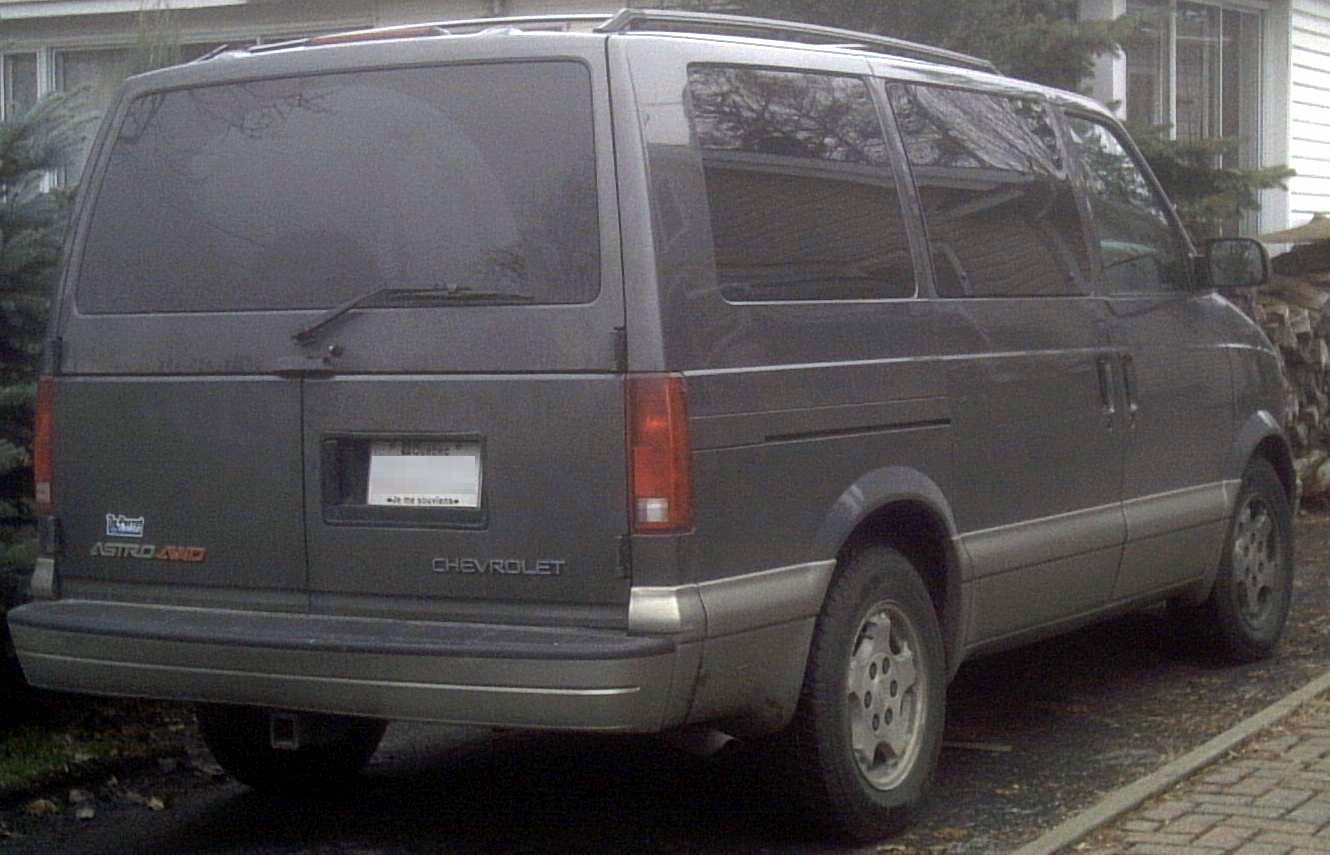
Chevrolet Astro

## Безопасность
Во время краш-теста в Страховом институте дорожной безопасности автомобиль Chevrolet Astro, развивая скорость 64 км/ч, врезался в препятствие. С точки зрения сотрудников института, это могло лишить жизни водителя. Рейтинг безопасности менялся в 1991 и 2000 годах.